# بلدة سينيكا (ميشيغان)
سينيكا (بالإنجليزية: Seneca Township, Michigan)‏ هي بلدة تقع بولاية ميشيغان في الولايات المتحدة. تبلغ مساحتها 103.8 (كم²)، وترتفع عن سطح البحر 241 م، بلغ عدد سكانها 1303 نسمة في عام تعداد الولايات المتحدة 2000 حسب إحصاء مكتب تعداد الولايات المتحدة وتصل الكثافة السكانية فيها 12.6 نسمة/كم2.

## أعلام
- هال بي. جينينغز

## وصلات خارجية
- The US50 - Cities and Towns in Michigan State
- Michigan Cities and Towns, Facts, Map, Flag, Colleges, Government, and More